# SV Limburgia in het seizoen 1967/68
Het seizoen 1967/1968 was het 14e jaar in het bestaan van de Brunssumse betaaldvoetbalclub Limburgia. De club kwam uit in de Tweede divisie en eindigde daarin op de 11e plaats. Tevens deed de club mee aan het toernooi om de KNVB beker, hierin werd de club in de groepsfase uitgeschakeld.

## Wedstrijdstatistieken

### Tweede divisie
|       | AGOVV | Baronie | SC Drente | EDO   | Excelsior | Fortuna | Gooiland | De Graafschap | Heerenveen | Helmond Sport | Hermes DVS | Hilversum | NOAD  | PEC   | Roda JC | Veendam | Wageningen | ZFC   | Zwolsche Boys |
| ----- | ----- | ------- | --------- | ----- | --------- | ------- | -------- | ------------- | ---------- | ------------- | ---------- | --------- | ----- | ----- | ------- | ------- | ---------- | ----- | ------------- |
| Thuis | 0 – 0 | 3 – 1   | 2 – 1     | 2 – 2 | 1 – 1     | 2 – 1   | 1 – 1    | 4 – 0         | 5 – 2      | 0 – 0         | 1 – 1      | 3 – 0     | 3 – 2 | 5 – 0 | 2 – 2   | 0 – 1   | 3 – 2      | 1 – 3 | 7 – 2         |
| Uit   | 0 – 2 | 2 – 2   | 1 – 1     | 2 – 1 | 1 – 0     | 2 – 1   | 3 – 0    | 3 – 1         | 1 – 1      | 1 – 0         | 0 – 0      | 2 – 2     | 3 – 3 | 3 – 2 | 2 – 1   | 1 – 1   | 2 – 1      | 1 – 0 | 2 – 0         |

### KNVB beker
| Groepsfase                                 | Limburgia                                            | 1 – 2 (0 – 1) | Sittardia                                 |
| 24 februari 1968 Plaats: Brunssum Venweg   | Jacques Maas 90' (pen.)                              |               | 13' Henk van Laatum 60' Theo Hansen       |
| Groepsfase                                 | Roda JC                                              | 3 – 3 (3 – 1) | Limburgia                                 |
| 10 maart 1968 Plaats: Kerkrade Kaalheide   | Fred Gillissen 9' Walter Kousen 21' Hens Fischer 38' |               | 41', 90' Emil Klostermann 55' Jan Janssen |
| Groepsfase                                 | Limburgia                                            | 1 – 1 (1 – 1) | MVV                                       |
| 24 maart 1968 Plaats: Brunssum Venweg      | Willy Coolen 22'                                     |               | 25' François Herben                       |
| Groepsfase                                 | Fortuna '54                                          | 1 – 1 (1 – 0) | Limburgia                                 |
| 7 april 1968 Plaats: Geleen Mauritsstadion | Uwe Fischer 15'                                      |               | 52' Willy Coolen                          |

## Statistieken Limburgia 1967/1968

### Eindstand Limburgia in de Nederlandse Tweede divisie 1967 / 1968
| Stand | Gespeeld | Gewonnen | Gelijk | Verloren | Punten | Doelpunten voor | Doelpunten tegen |
| ----- | -------- | -------- | ------ | -------- | ------ | --------------- | ---------------- |
| 11e   | 38       | 11       | 14     | 13       | 36     | 50              | 44               |

### Topscorers
| #                | Naam                          | Goal |
| ---------------- | ----------------------------- | ---- |
| 1.               | Willy Coolen                  | 22   |
| 2.               | Ferdi Schreven                | 12   |
| 3.               | Emil Klostermann              | 7    |
| 4.               | Jan Janssen                   | 5    |
| 5.               | Bert Isenborghs               | 4    |
| 6.               | Gène Gerards                  | 3    |
| 6.               | Piet Hermans                  | 3    |
| 6.               | Jacques Maas                  | 3    |
| 9.               | Pol Pisters                   | 1    |
| 9.               | Frans Stalman                 | 1    |
| 9.               | Wim Vrösch                    | 1    |
| Eigen doelpunten |                               |      |
| –                | Charles Sticker (Baronie)     |      |
| –                | Ton van de Weerd (Wageningen) |      |
| Totaal           | Totaal                        | 50   |

| #      | Naam             | Goal |
| ------ | ---------------- | ---- |
| 1.     | Willy Coolen     | 2    |
| 1.     | Emil Klostermann | 2    |
| 3.     | Jan Janssen      | 1    |
| 3.     | Jacques Maas     | 1    |
| Totaal | Totaal           | 6    |

## Voetnoten
AGOVV · Baronie · SC Drente · EDO · Excelsior · Fortuna · Gooiland · De Graafschap · Heerenveen · Helmond Sport · Hermes DVS · Hilversum · Limburgia · NOAD · PEC · Roda JC · Veendam · Wageningen · ZFC · Zwolsche Boys